# Літопис нот
«Літопис нот» — державний бібліографічний покажчик, видання Книжкової палати України. 

## Історія
Заснований Книжковою палатою УРСР у 1954 році у Харкові як «Літопис музичної літератури». 
Видавали двічі на рік. Тираж — 1765 примірників. Згодом тираж зменшували. До 1954 року нотні видання і окремі музичні твори реєстрували у «Літописі українського друку». З 1970 року — сучасна назва. Тираж — близько 400 примірників. З 1984 по 1991 рік видавали 4 рази на рік, у 1991 році — один номер. З 1992 по 1996 не виходив, з 1997 року видають у Києві один раз на рік.

## Опис
«Літопис» має усталену структуру. Інформацію подають у систематичному порядку за «Схемою класифікації нотних видань», розробленою самою ж Книжковою палатою, яку публікують у першому номері за рік. Описи розташовані за окремими видами музики (вокальна, інструментальна, вокально-симфонічна, сценічна) і засобами виконання (хор, оркестр, ансамблі, окремі виконавці, інструменти тощо). Видання вміщує бібліографічну інформацію про окремо видані музичні твори, збірники музичних творів, навчальні та методичні нотні видання, а також про музичні твори, опубліковані в книгах, літературно-художніх, масових та дитячих журналах і газетах України. 
У кожному випуску подають допоміжні покажчики: іменний (композитори, автори текстів, редактори тощо), назв нотних збірників, назв видань (книги, журнали, газети), де опубліковані музичні твори, з 1985 — покажчик назв і перших слів тексту вокальних творів. 
Головний редактор — М. Сенченко (з 2013 року).